# Driehoeksmatrix
In de lineaire algebra, is een driehoeksmatrix of triangulaire matrix een vierkante matrix waarin de elementen onder of boven de hoofddiagonaal nul zijn. Indien de elementen onder de hoofddiagonaal nul zijn, wordt de matrix een bovendriehoeksmatrix genoemd, anders een benedendriehoeksmatrix. Aangezien een stelsel van lineaire vergelijkingen {\displaystyle Ax=b,} waarbij {\displaystyle A} een driehoeksmatrix is, eenvoudig is op te lossen, zijn driehoeksmatrices belangrijk in de numerieke wiskunde.
Iedere diagonaalmatrix is een driehoeksmatrix.
Driehoeksmatrices zijn het resultaat van LU-decompositie. LU-decompositie geeft een algoritme om elke inverteerbare matrix {\displaystyle A} te splitsen in een genormeerde benedendriehoeksmatrix {\displaystyle L} en een bovendriehoeksmatrix {\displaystyle U}.

## Definitie
Een benedendriehoeksmatrix is een matrix van de vorm
{\displaystyle L={\begin{bmatrix}l_{1,1}&0&\ldots &\ldots &\ldots &0&0\\l_{2,1}&l_{2,2}&0&\ldots &\ldots &0&0\\l_{3,1}&l_{3,2}&l_{3,3}&0&\ldots &0&0\\\vdots &\vdots &\vdots &\ddots &\ddots &\vdots &\vdots \\\vdots &\vdots &\vdots &&\ddots &0&0\\l_{n-1,1}&l_{n-1,2}&l_{n-1,3}&\ldots &\ldots &l_{n-1,n-1}&0\\l_{n,1}&l_{n,2}&l_{n,3}&\ldots &\ldots &l_{n,n-1}&l_{n,n}\end{bmatrix}}}
Een bovendriehoeksmatrix is een matrix van de vorm
{\displaystyle U={\begin{bmatrix}u_{1,1}&u_{1,2}&u_{1,3}&\ldots &\ldots &u_{1,n-1}&u_{1,n}\\0&u_{2,2}&u_{2,3}&\ldots &\ldots &u_{2,n-1}&u_{2,n}\\0&0&u_{3,3}&\ldots &\ldots &u_{3,n-1}&u_{3,n}\\0&0&0&\ddots &&\vdots &\vdots \\\vdots &\vdots &\vdots &\ddots &\ddots &\vdots &\vdots \\0&0&0&\ldots &0&u_{n-1,n-1}&u_{n-1,n}\\0&0&0&\ldots &\ldots &0&u_{n,n}\end{bmatrix}}}
Als tevens op de hoofddiagonaal alleen nullen staan, wordt de matrix een strikte beneden of boven driehoeksmatrix genoemd.

## Voorbeelden
De matrices
{\displaystyle {\begin{bmatrix}1&4&2\\0&3&4\\0&0&1\\\end{bmatrix}}}, {\displaystyle \quad {\begin{bmatrix}1&0&0\\2&8&0\\4&9&7\\\end{bmatrix}}} en {\displaystyle {\begin{bmatrix}0&0&0&0\\2&0&0&0\\3&-3&0&0\\0&0&-1&0\\\end{bmatrix}}}
zijn achtereenvolgens een bovendriehoeks-, een benedendriehoeks- en een strikte benedendriehoeksmatrix.